# مجعد بشكير أمريكي
الحصان الباشكيري الأمريكي هو سلالة من الخيول في أمريكا الشمالية، تتميز بطبقة مجعدة غير عادية من الشعر. وهي مشتقة من الخيول الأمريكية ذات الأصل الايبيري، والتي تظهر فيها أحيانًا الأفراد ذات الفراء المجعد، والتي قد تكون أيضًا مجعدة المغلفة. تم تهجين البشكير الأمريكي المجعد على نطاق واسع مع خيول من سلالات أخرى، ويختلف كثيرًا في الحجم الشكل؛ قد يكون من أي لون.
إحدى النظريات هي أن أصل السلالة ايبيري. وقد لوحظ أن الخيول المهجنة لها شعر مجعد. وهذا يشير إلى أن الجين المجعد هو السائد.

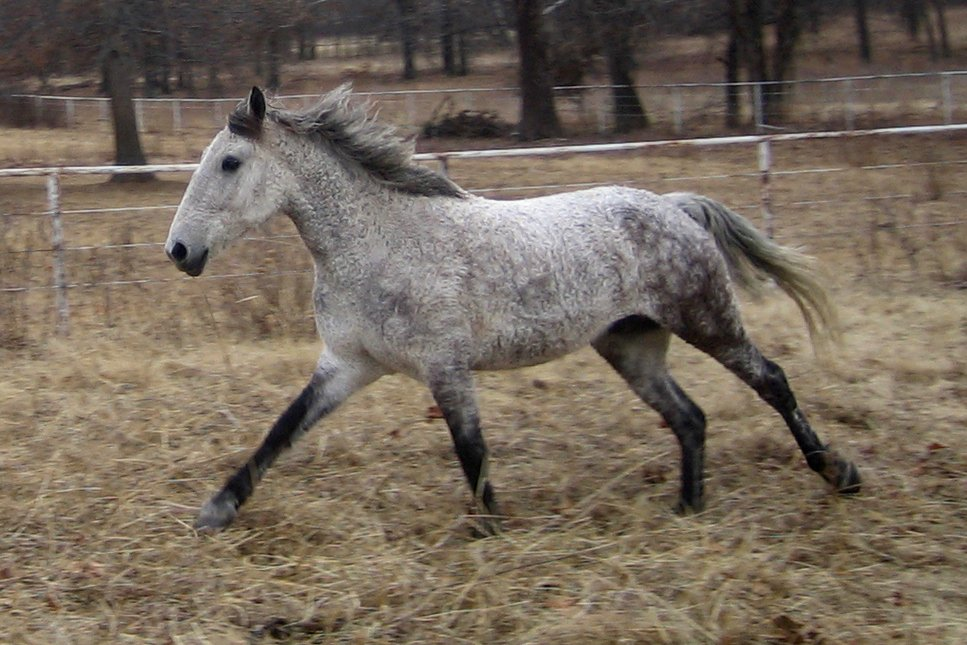
معطف الشتاء الكامل

تشتهر عائلة كورليز بشخصيتها الهادئة والذكية والودية. يظهرون مزاجًا يمكن تدريبه بسهولة. ومن المعروف أيضًا أن لديهم قدرة كبيرة على التحمل. لقد وجد معظم الناس أن الكيرلي يستمتعون

## روابط خارجية
- سجل الباشكير الأمريكي المجعد
- المنظمة الدولية للحصان المجعد
- سجل كيرلي سبورت هورس الدولي
- جمعية الحصان المجعد الكندية
- قاعدة بيانات نسب الحصان المجعد